# Stanislav Manolev
Stanislav Manolev (in bulgaro Станислав Манолев?; Blagoevgrad, 16 dicembre 1985) è un ex calciatore bulgaro, di ruolo difensore.

## Caratteristiche tecniche
Era un terzino destro che poteva ricoprire ogni posizione sulla fascia: bravo in fase difensiva e in fase di spinta, era tecnicamente abile e dotato di grande velocità. Calciatore dinamico, era un buon crossatore.

## Palmarès

### Club

#### Competizioni nazionali
- Coppa di Bulgaria: 1

Liteks Loveč: 2007-2008
- Coppa dei Paesi Bassi: 1

PSV: 2011-2012
- Supercoppa dei Paesi Bassi: 1

PSV: 2012